# 꽃병

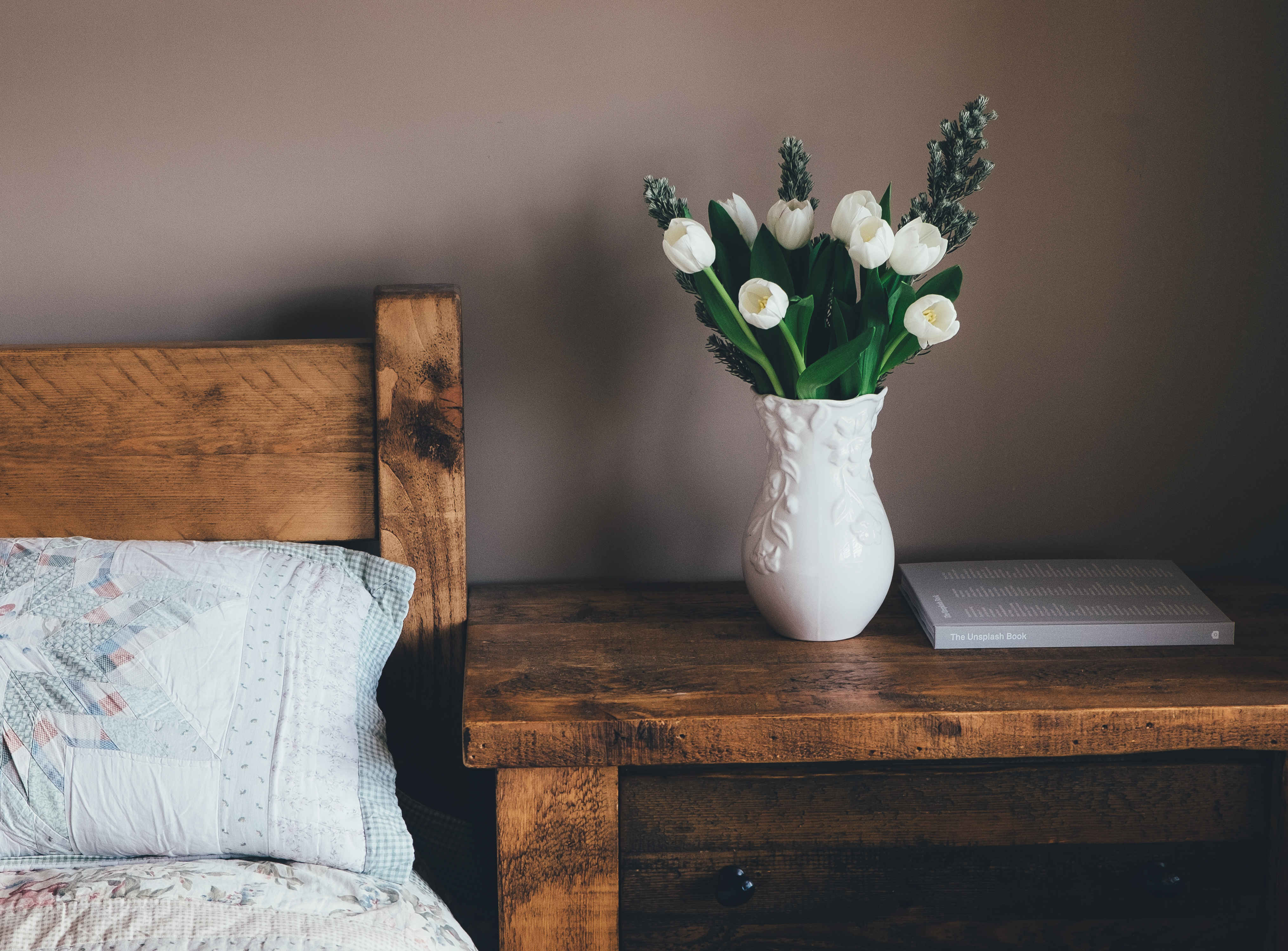

꽃병(-甁)은 꽃을 담는 개방된 그릇이며 세라믹, 유리나 알루미늄, 황동, 동, 스테인리스 스틸과 같은 녹슬지 않는 금속 등의 다양한 재질로 만들 수 있다. 나무도 티크와 같은 건부 저항성 나무를 사용하거나, 평범한 나무에 방수 코팅을 하여 꽃병을 만드는 데 사용될 수 있다. 꽃병은 흔히 장식적이며, 흔히 절화를 담는 데 사용된다.
꽃병은 대개 비슷비슷하게 생겼다. 꽃병의 밑부분은 둥글납작하거나, 평평하거나, carinate, 다른 모양을 띌 수 있다. 어떤 꽃병은 손잡이도 있다.
세계 곳곳에서 중국의 도자기, 아메리카 원주민 도기와 같은 다양한 종류와 형태의 꽃병이 등장했다. 고대 그리스의 도기에서는 "꽃병 그림 vase-painting"이 섬세하게 그림 그려진 사치스러운 자기를 의미하는 전통적인 용어였으며, 흔히 그리스 신화 속에서 따온 다양한 모습을 그린다. 이런 작품들은 형태를 불문하고 꽃병 vase 이라고 불린다; 사실 대부분 액체를 담거나 운반하는 데 사용되었으며, 많은 것들이 컵, 항아리 등등으로 부르는 것이 더 적절해 보인다. 2003년에는 그레이슨 페리가 그가 만든 꽃병 모양의 도자기 덕택에 터너상을 수상했다.

## 역사
대부분의 선진국은 꽃병의 형태와 기능에 관한 오래된 역사를 가지고 있으며, 도자기로 만들어진 물건은 흔히 사라진 문화의 예술적인 증거가 된다. 도기라는 개념이 처음 생겨난 시기에는, 윤적법이 도자기를 만드는 데 제일 흔하게 사용되었다. 윤적법은 점토를 긴 줄의 형태로 만들고, 이를 도자기의 형태를 이루도록 하는 기술이다.

## 돌림판
돌림판은 기원전 4000년 경에 메소포타미아에서 발명된 것으로 보이며, 이후 유라시아 전역과 아프리카의 대부분의 지역에 퍼져나갔고, 신세계로는 유럽인들이 도착하기 전까지 전파되지 않았다. 제일 오래된 돌림판의 원형은 이라크 남부에서 발견되었다. 이러한 기술의 발견은 이전의 비효율적인 전통을 대체하여 남부 이라크인들에게 이익이 되었다. 이러한 새로운 기술은 점점 발전하였으며, 결국 도기를 장식하는 데 이용되기 시작했다.

## 정원 화분
정원 화분Garden vase은 야외에 설치하는 대형 화분이다. 흔히 V모양이지만 원통 모양, 그릇 모양을 띌 수도 있다. 흔히 세라믹으로, 오늘날에는 플라스틱으로 만들며, 역사적인 예시로는 톨로니아 꽃병과, 피렌체의 우피치 화랑에 전시된 메디치 꽃병이 있다.

## 형태
- 암포라
- 히드리아
- 크라테르
- 레키토스
- 오이노코에
- 올페

중국:
- 매병

현대:
- 병
- 원통형
- 벽돌 화병
- 박모양
- 항아리
- 저그
- V모양

## 갤러리

흰색 자기 꽃병
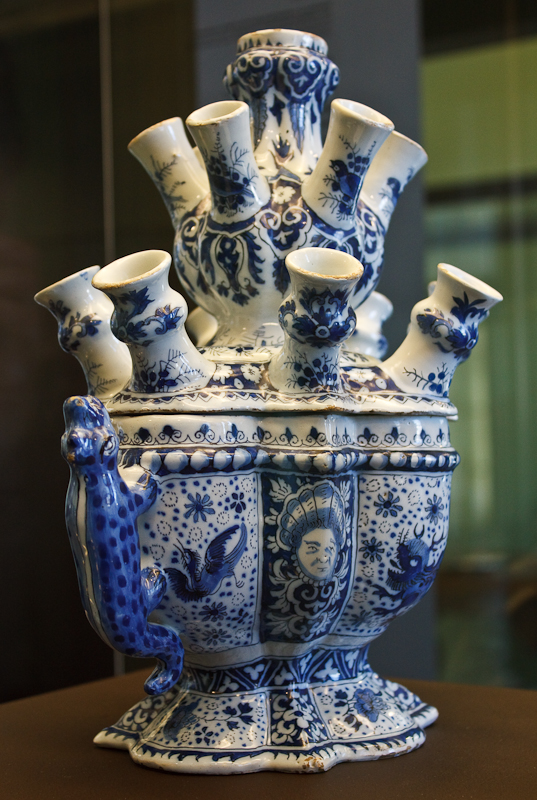
푸른색 & 흰색의 튤립 꽃병
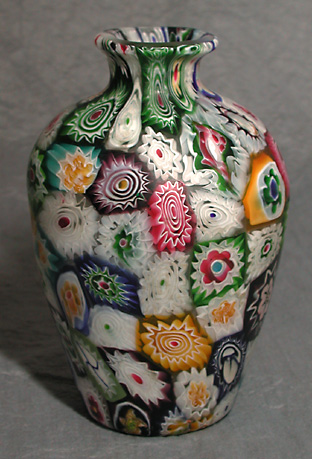
유리 밀레피오리 꽃병
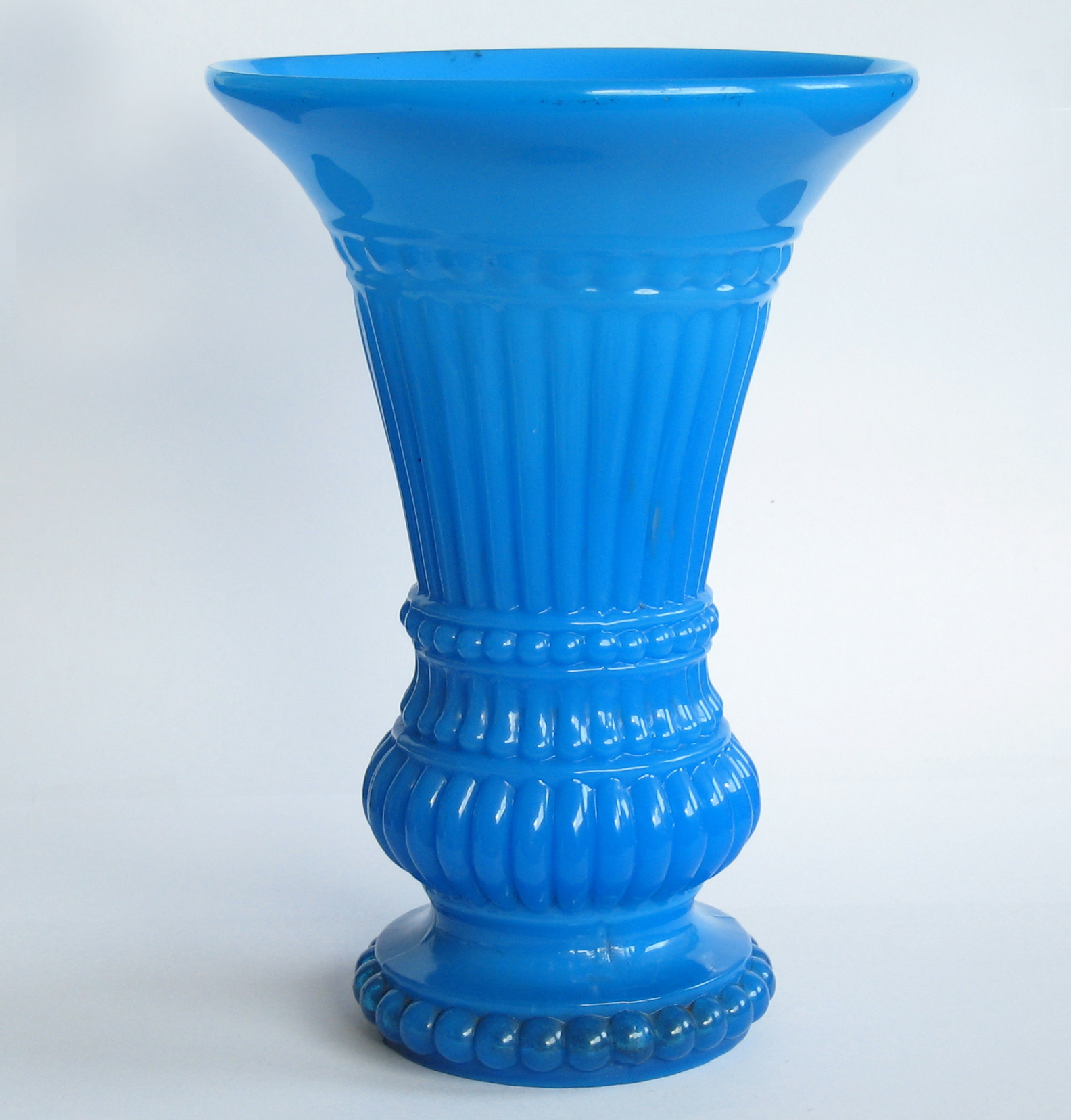
1840년대에 만들어진 압착 유리 꽃병
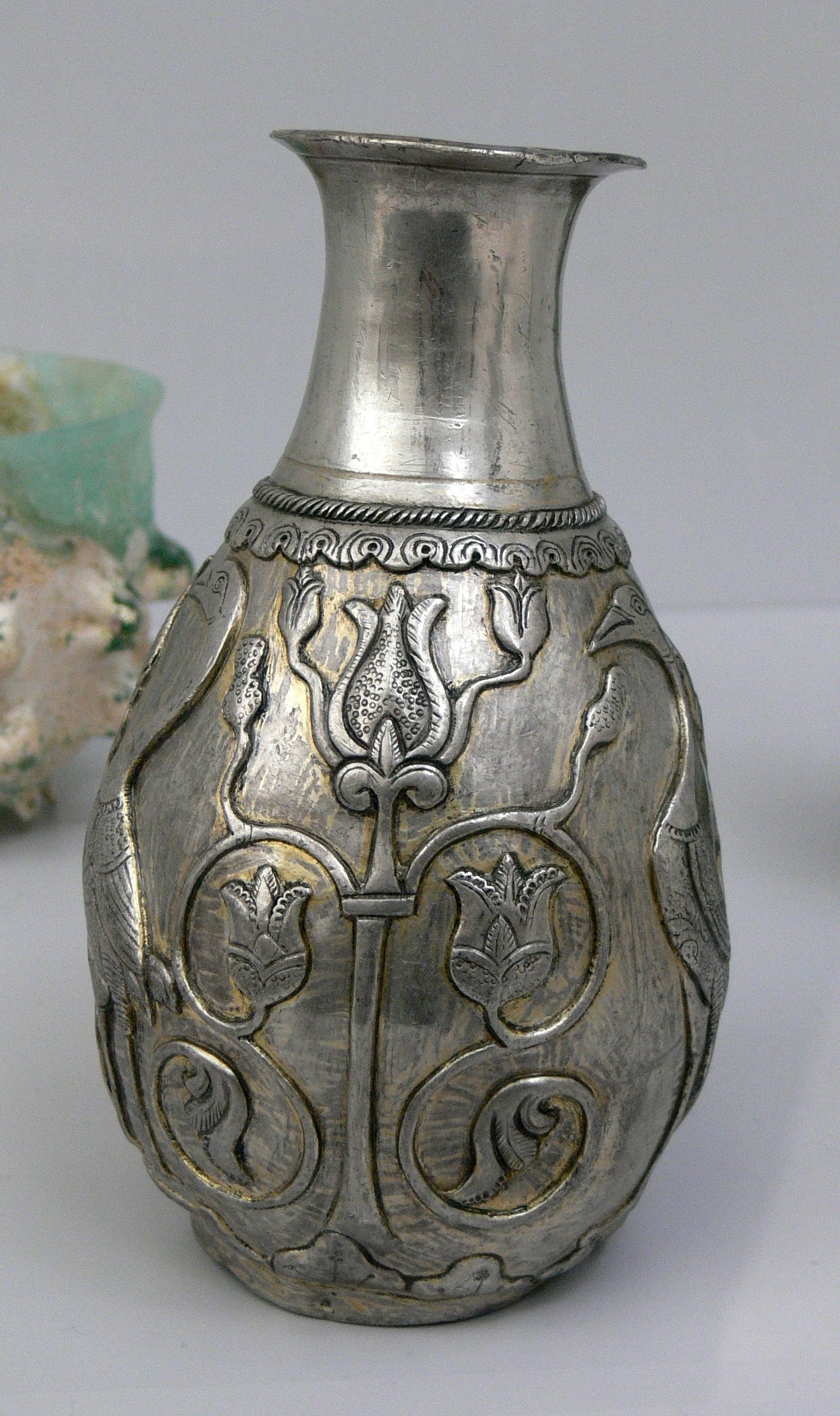
600-700년 경에 만들어진 금속 꽃병
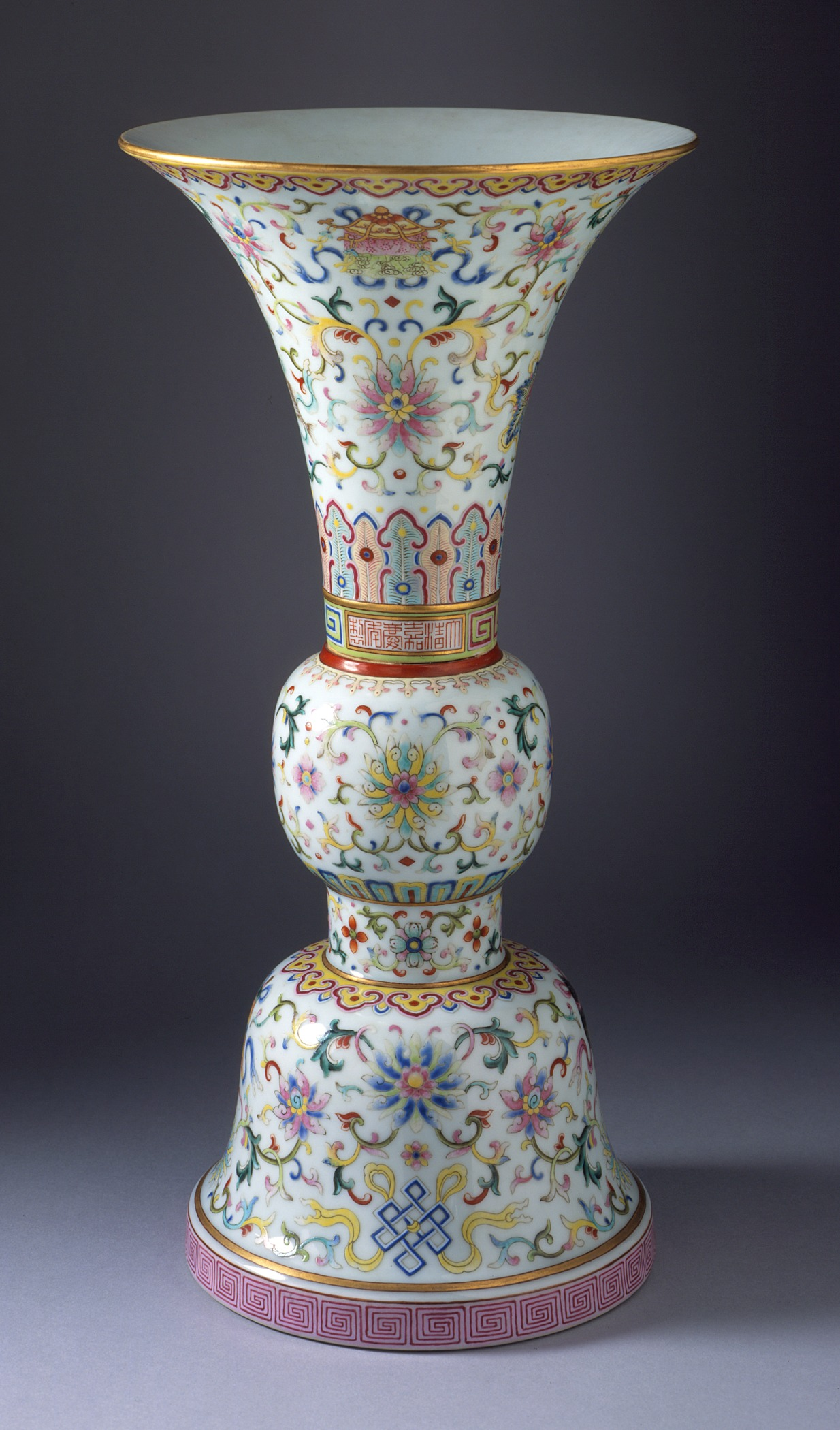
1796-1820년 경에 만들어진 중국의 자기 꽃병
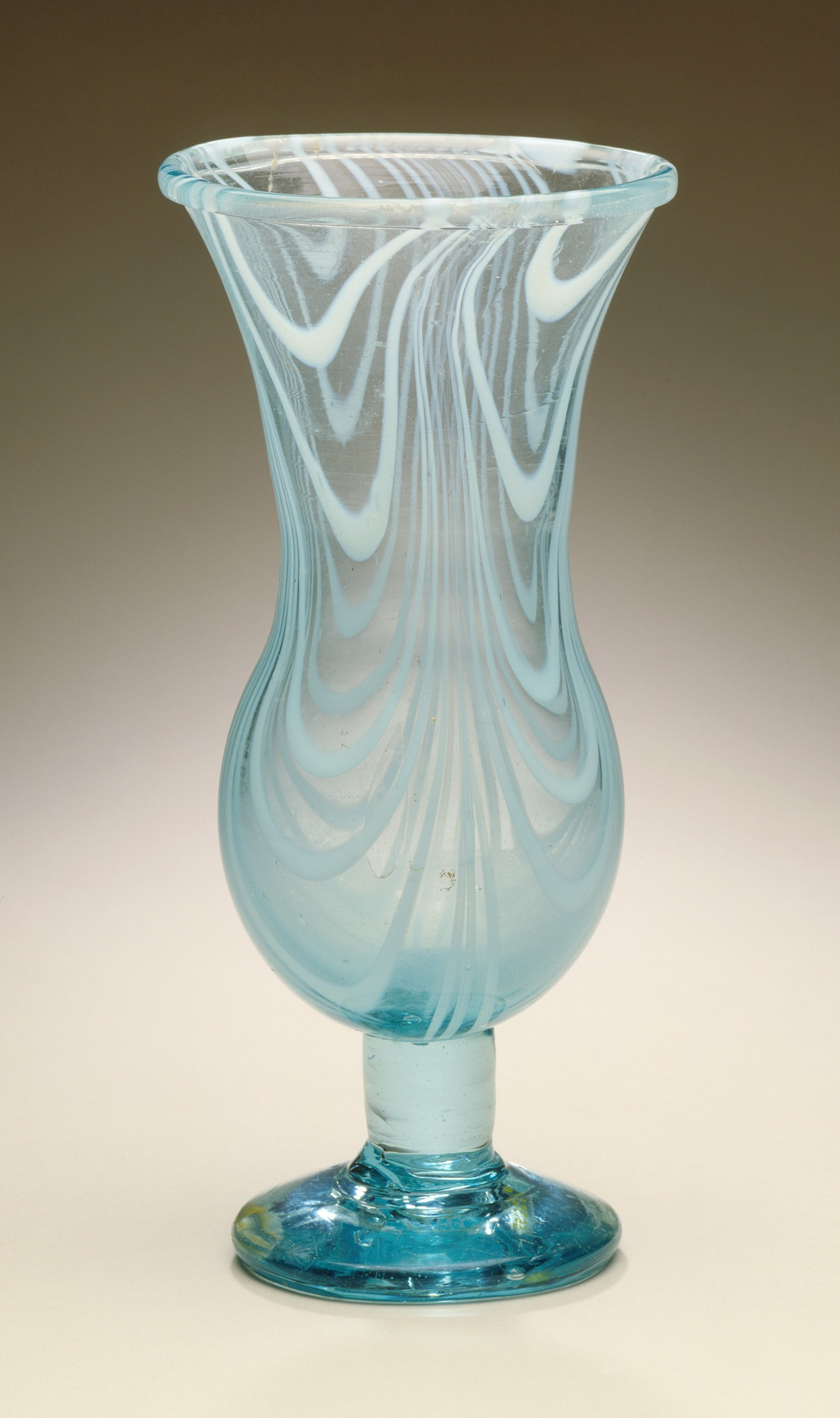
유리 꽃병
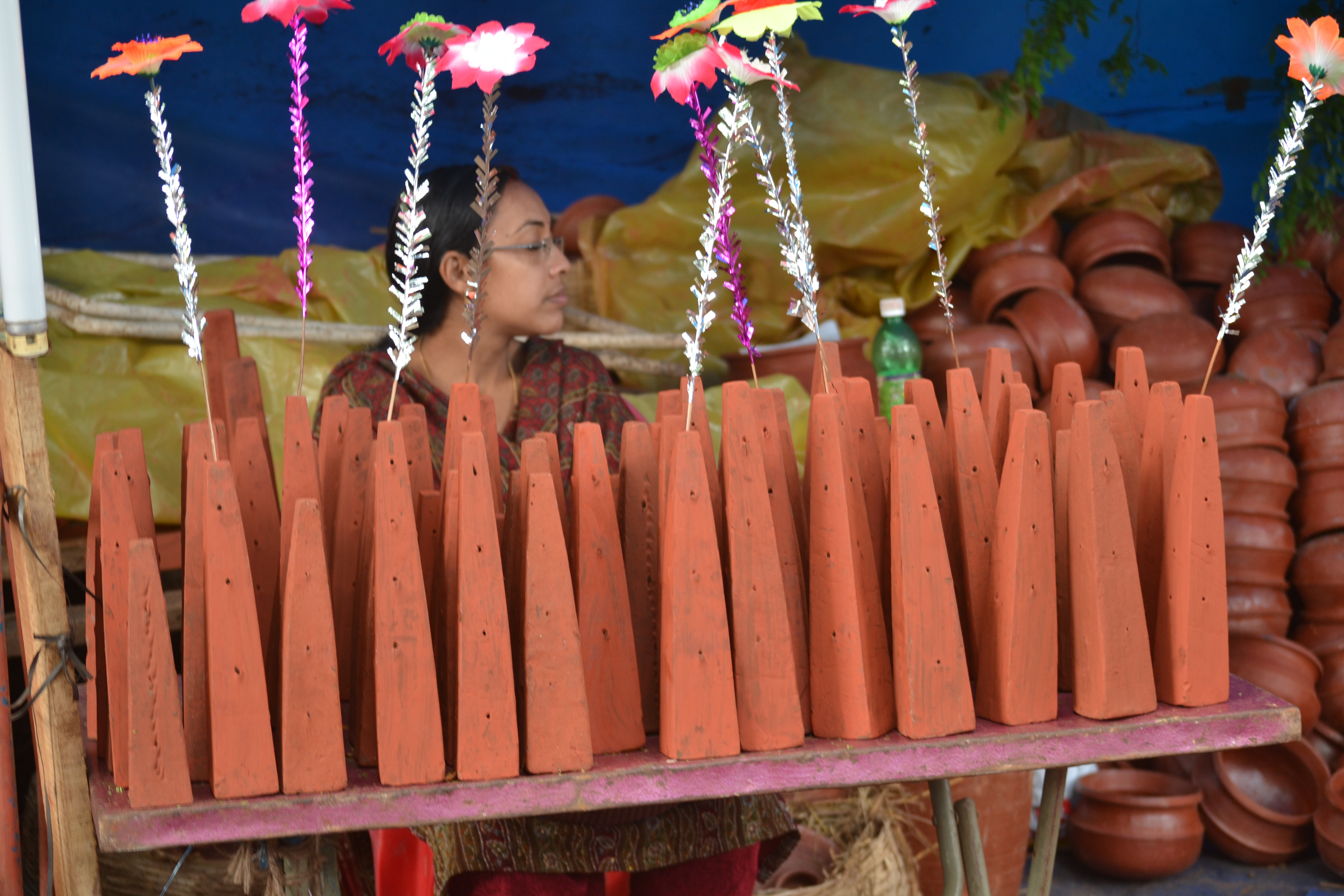
케랄라의 토기 꽃병
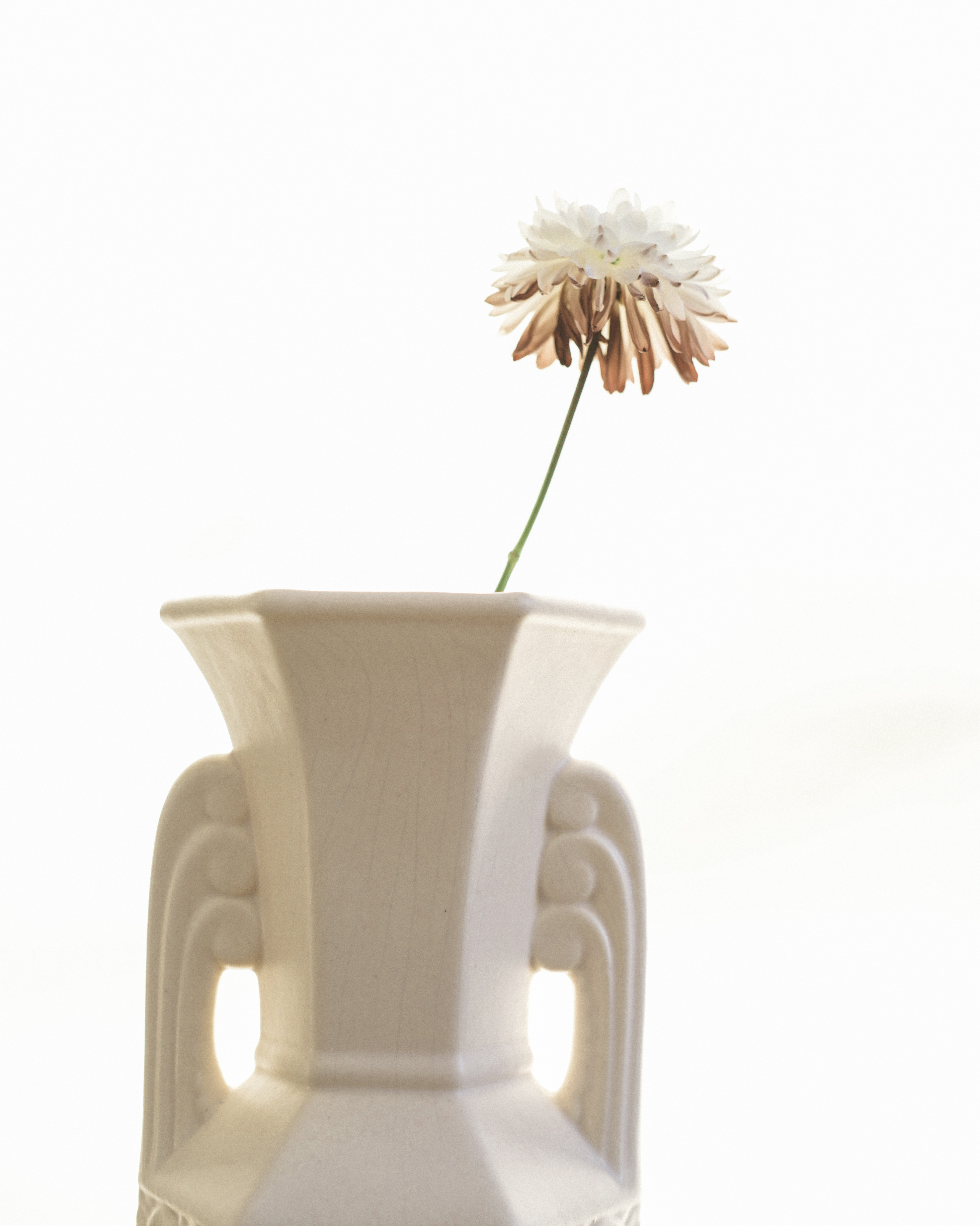
국화를 담은 꽃병
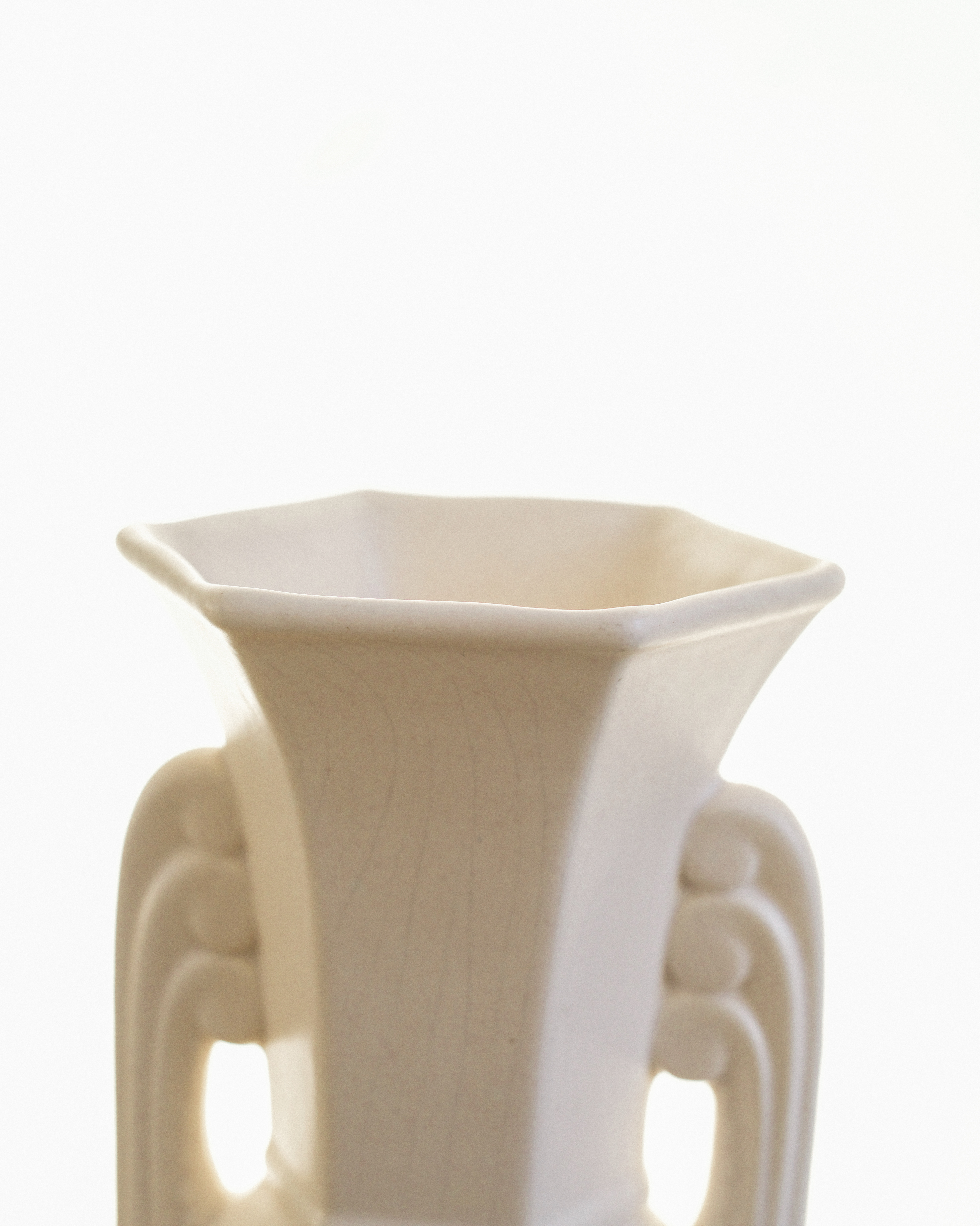
오래된 흰색 도자기 꽃병
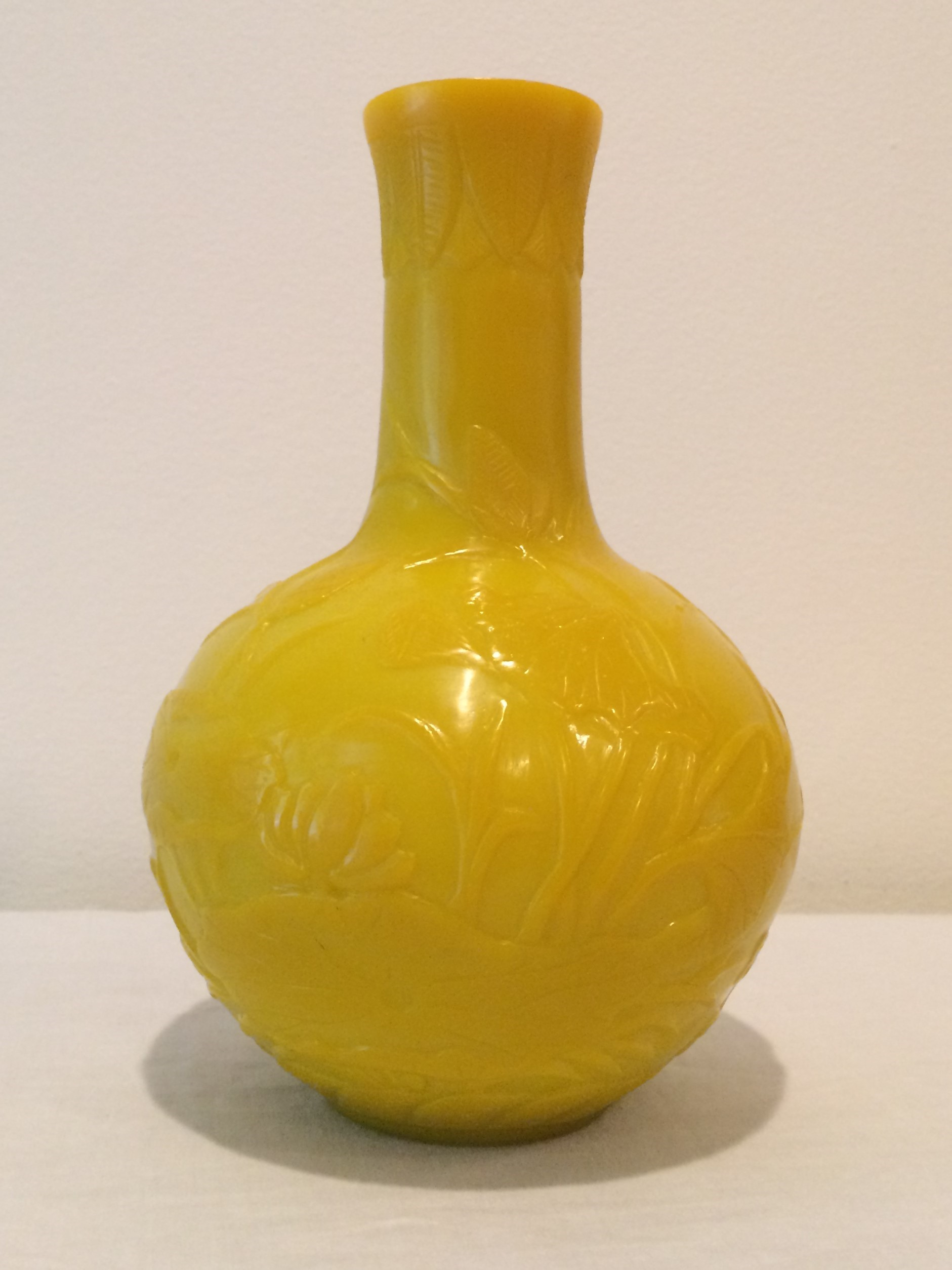
19세기의 황유색 건륭 유리 꽃병

## 재질의 종류
- 유리
- 세라믹
- 납유리
- 플라스틱
- 금속
- 나무
- 도자기

## 참고 문서
- 도예
- 코닝 유리박물관
- 도기
- 항아리

## 같이 보기
- 코닝 유리박물관
- 도예